# Cha Soon-bae
Cha Soon-bae (Hangul: 차순배; Corea del Sur, 23 de octubre de 1972) es un actor de cine, televisión, teatro y musicales surcoreano.

## Carrera
Es miembro de la agencia L' July Entertainment (엘줄라이엔터테인먼트).
En agosto de 2015 se unió al elenco recurrente de la serie Yong Pal, donde interpretó al médico Shin Kwa-jang, un doctor del hispital Hanshin.
En julio de 2016 se unió al elenco recurrente de la serie The Good Wife ,donde dio vida a David Lee, un abogado de divorcios y colega de Kim Hye-kyung (Jeon Do-yeon).
En diciembre de 2017 se unió al elenco recurrente de la serie Jugglers, donde interpretó a Baek Soon-bae, el gerente general de la división de deportes.
En mayo de 2018 se unió al elenco recurrente de la serie Miss Hammurabi, donde dio vida a Sung Gong-choong, uno de los jueces principales de la Sede Suprema del Distrito Central de Seúl, un hombre  quien le gusta presumir.
El 12 de marzo de 2020 apareció por primera vez en el segundo episodio de la serie Memorist, donde interpretó a Im Joong-yeon, un fiscal general del distrito del norte de Seúl.
El 7 de marzo de 2021 apareció por primera vez en la serie Vincenzo, donde dio vida al juez Heo, un oficial de la corte que por lo general terminainvolucrado en los casos de Hong Cha-young y Vincenzo Cassano. El 30 de abril del mismo año se unió al elenco recurrente de la serie Under Cover, donde interpreta a Moon Joo-hyung, un destacado periodista y editor en jefe del "Daehan Jeil Daily".

## Filmografía

### Series de televisión
| Año     | Título                    | Personaje                                  | Notas                           | Ref.          |
| ------- | ------------------------- | ------------------------------------------ | ------------------------------- | ------------- |
| 2007    | H.I.T                     | Oficial de la Policía                      |                                 |               |
| 2008    | Strongest Chil Woo        | Park Geom-yeol                             |                                 |               |
| 2014    | Misaeng (Incomplete Life) | Director Choi                              | Ep. n.º 6                       |               |
| 2015    | Yong Pal                  | Dr. Shin Kwa-jang                          |                                 |               |
| 2015    | Riders: Catch Tomorrow    | Kim Soon-bae                               |                                 |               |
| 2016    | Local Hero                | Hong Gyoo-man                              |                                 |               |
| 2016    | Jackpot                   | Jo Tae-goo                                 |                                 |               |
| 2016    | The Good Wife             | David Lee                                  |                                 |               |
| 2017    | Man Who Dies to Live      | Choi Byung-tae                             |                                 |               |
| 2017    | Distorted (Falsify)       | Kim Sun-hong                               | Invitado                        |               |
| 2017-18 | Jugglers                  | Baek Soon-bae                              |                                 |               |
| 2018    | Miss Hammurabi            | Sung Gong-choong                           |                                 |               |
| 2018    | Heart Surgeons            | Dr. Lee Joong-do                           |                                 |               |
| 2018    | Romance is a Bonus Book   | Hombre Borracho                            | Invitado, ep. 1                 |               |
| 2019    | Big Issue                 | Cha Woo-jin                                |                                 |               |
| 2019    | Perfume                   | Juez de la Agencia                         | Invitado, 5 episodios           | [ 8 ]         |
| 2019    | Chief of Staff            | Jefe del Gabinete del Ministro de Justicia | Invitado, 3 episodios           |               |
| 2019    | Doctor Detective          | Director                                   |                                 |               |
| 2019    | Delayed Justice           | Moon Joo-hyung                             |                                 |               |
| 2019-20 | Diary of a Prosecutor     | Choi Tae-joong                             |                                 |               |
| 2020    | Memorist                  | Im Joong-yeon                              | Aparición especial, 2 episodios |               |
| 2021    | Vincenzo                  | Juez Heo                                   | Aparición especial, 3 episodios |               |
| 2021    | Under Cover               | Moon Joo-hyung                             |                                 |               |
| 2021    | Lost                      | Detective                                  | Aparición especial, ep. 2       |               |
| 2021    | ''Happiness               | Sun Woo-chang                              |                                 |               |
| 2022    | Bloody Heart              | Heo Sang-seon                              |                                 | [ 9 ]         |
| 2022    | Mental Coach Jegal        | Song Ji-man                                |                                 | [ 10 ] [ 11 ] |
| 2022    | Yonder                    | Choi Han-ki                                |                                 | [ 12 ]        |
| 2024    | La vorágine               | Lee Jung-kwon                              |                                 | [ 13 ]        |
| 2024    | Black Out                 | Yang Heung-soo                             |                                 | [ 14 ]        |
| 2024    | The Tyrant                | Seong Sa-jang                              | Serie web                       | [ 15 ] [ 16 ] |

### Películas
| Año  | Título                           | Personaje                      | Notas                                                                                      | Ref.          |
| ---- | -------------------------------- | ------------------------------ | ------------------------------------------------------------------------------------------ | ------------- |
| 2002 | Saving My Hubby                  | -                              | junto a Bae Doona, Kim Tae-woo, Go Doo-shim, Han Ji-hye, Na Moon-hee y Ahn Kil-kang        |               |
| 2003 | Wild Card                        | -                              | junto a Jung Jin-young, Yang Dong-geun, Han Chae-young y Gi Ju-bong                        |               |
| 2005 | Sympathy for Lady Vengeance      | Periodista                     | junto a Lee Young-ae, Choi Min-sik, Go Soo-hee y Ra Mi-ran                                 |               |
| 2007 | Our Town                         | Detective                      | junto a Ryu Deok-hwan, Oh Man-seok, Lee Sun-kyun, Park Myung-shin y Lee Moo-saeng          |               |
| 2008 | Dimmer                           | -                              |                                                                                            |               |
| 2008 | The Divine Weapon                | Ming                           | junto a Ahn Sung-ki, Jung Jae-young, Han Eun-jung, Heo Joon-ho y Shin Jung-geun            |               |
| 2009 | Hello, Stranger                  | Presidente de la Fábrica       |                                                                                            |               |
| 2009 | How To Live On Earth             | Escritor Shim                  |                                                                                            |               |
| 2011 | White Butterfly                  | -                              |                                                                                            |               |
| 2012 | Our First Anniversary            | -                              |                                                                                            |               |
| 2012 | Just Friends                     | Jo Man-soo                     |                                                                                            |               |
| 2013 | The Spy: Undercover Operation    | Subjefe de Operaciones         | junto a Sol Kyung-gu, Moon So-ri, Daniel Henney y Ko Chang-seok                            |               |
| 2014 | The Dinner                       | Hombre en el Coche Negro       | junto a Jung Eui-gap, Park Se-jin, Jeon Kwang-jin y Lee Eun-joo                            |               |
| 2015 | The Throne                       | Park Nae-gwan                  | junto a Song Kang-ho, Yoo Ah-in, Moon Geun-young y Kim Hae-sook                            |               |
| 2016 | SORI: Voice from the Heart       | Dueño del barco                |                                                                                            |               |
| 2016 | Stay with Me                     | Director de los Estudiantes    | junto a Jang Yoo-sang, Ha Yoon-kyung y Park Chae-ik                                        |               |
| 2016 | The Hunt                         | Choi Byung-soon                | junto a Ahn Sung-ki, Cho Jin-woong, Son Hyun-joo, Kwon Yul, Park Byung-eun y Han Ye-ri     |               |
| 2017 | A Taxi Driver                    | Conductor Cha                  | junto a Song Kang-ho, Thomas Kretschmann, Yoo Hae-jin, Ryu Jun-yeol y Park Hyuk-kwon       |               |
| 2017 | A Special Lady                   | Director en Jefe Jang          | junto a Kim Hye-soo, Lee Sun-kyun, Lee Hee-joon, Choi Moo-sung, Kim Min-seok y Kwon Yul    |               |
| 2017 | The Swindlers                    | CEO Kang                       | junto a Hyun Bin, Yoo Ji-tae, Bae Seong-woo, Nana y Park Sung-woong - (aparición especial) |               |
| 2017 | The Return                       | Dueño de la Tienda de Verduras | junto a Kim Yu-seok, Son Soo-hyun, Park Byung-eun, Choi Jong-hoon y Lee Hwang-eui          |               |
| 2018 | Golden Slumber                   | Jefe del Depto. Conjunto       | junto a Gang Dong-won, Kim Eui-sung, Kim Sung-kyun, Kim Dae-myung y Han Hyo-joo            |               |
| 2018 | Stand By Me                      | Jong-ho                        | junto a Lee Soon-jae, Jung Ji-hoon, Jang Gwang y Sung Byung-sook                           | [ 17 ]        |
| 2018 | Memento Mori                     | Joon-byung                     | junto a Han Seung-yeon, Jae Hee, Kim Ho-jung, Ko Kyu-pil y Park Sun-joon                   | [ 18 ]        |
| 2018 | I Have a Date with Spring        | Maestro de Han-na              |                                                                                            |               |
| 2018 | Sunset in My Hometown            | Doctor                         | junto a Park Jung-min, Kim Go-eun, Jang Hang-sun, Shin Hyun-bin y Go Jun                   |               |
| 2018 | Park Hwa Young                   | Hombre de Condición            | junto a Kang Min-ah, Kim Ga-hee, Lee Yoo-mi, Lee Jae-kyoon, Kim Do-wan y Dong Hyun-bae     |               |
| 2019 | Svaha: The Sixth Finger          | Gerente Monk                   | junto a Lee Jung-jae, Park Jung-min, Lee Jae-in, Jung Jin-young y Lee David                |               |
| 2019 | Race to Freedom: Um Bok Dong     | Dueño de la Posada "Samhwa"    | junto a Rain, Kang So-ra, Lee Beom-soo, Lee Won-jong, Park Jin-joo y Choi Dae-chul         |               |
| 2019 | Bank of Seoul                    | -                              | junto a Park Hee-soon, Yang Dong-geun, Lee Gi-young y Kim So-hye                           |               |
| 2019 | The Gangster, The Cop, The Devil | Juez de la Corte Suprema       | junto a Ma Dong-seok, Kim Mu-yeol, Kim Sung-kyu y Yoo Jae-myung                            |               |
| 2020 | Innocence                        | Na Il-jung                     | junto a Shin Hye-sun, Bae Jong-ok, Heo Joon-ho, Tae Hang-ho, Ko Chang-seok y Park Chul-min |               |
| 2020 | Oh! My Gran                      | Doctor de Emergencias          | junto a Na Moon-hee, Lee Hee-joon, Choi Won-young y Park Ji-young                          |               |
| 2021 | The Book of Fish                 | Poong-heon                     | junto a Sol Kyung-gu, Byun Yo-han, Lee Jung-eun, Min Do-hee y Kang Ki-young                | [ 19 ] [ 20 ] |
| 2021 | Noche en el paraíso              | CEO Hwang                      | junto a Uhm Tae-goo, Jeon Yeo-been, Cha Seung-won, Lee Ki-young y Park Ho-san              |               |
| 2024 | Escape                           | Comandante de la 1.ª División  | junto a Lee Je-hoon y Koo Kyo-hwan                                                         |               |

### Programas de variedades
| Año  | Título           | Notas                  |
| ---- | ---------------- | ---------------------- |
| 2018 | Talkmon (토크몬) | (ep. #9-10) - invitado |

### Aparición en videos musicales
| Año  | Intérpretes   | Canción | Notas |
| ---- | ------------- | ------- | ----- |
| 2008 | 1TYM (토크몬) | "Nasty" |       |

## Premios y nominaciones
| Año  | Categoría                   | Premio                                                         | Trabajo | Resultado |
| ---- | --------------------------- | -------------------------------------------------------------- | ------- | --------- |
| 2003 | Mejor Nuevo Actor Literario | Festival de Teatro de Literatura de Año Nuevo (신춘문예연극제) | -       | Ganó      |